# Donacobius atricapilla
Donacobius atricapilla là một loài chim trong họ Donacobiidae.

## Hình ảnh

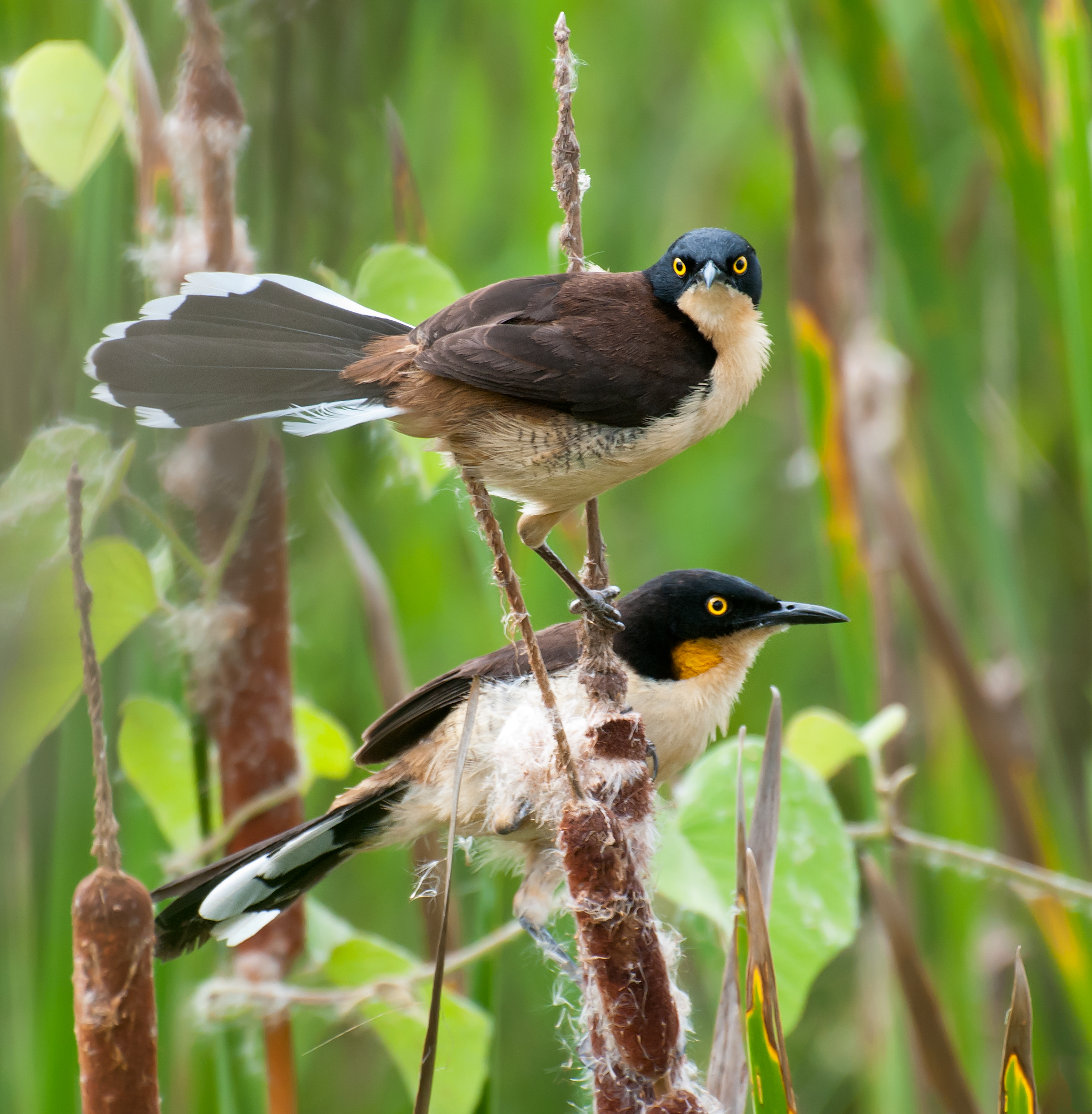
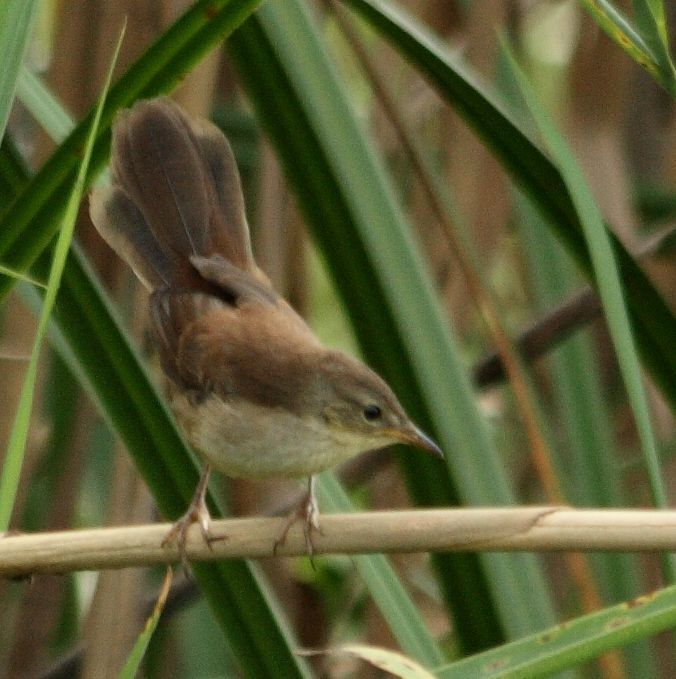